# Janusz Pogorzelski
Janusz Andrzej Pogorzelski, pseud. „Snax” (ur. 5 lipca 1993 w Krakowie) – polski zawodowy gracz e-sportowy w grach serii Counter-Strike. Reprezentant G2 Esports, były reprezentant Virtus.pro.

## Kariera
Grę w Counter-Strike’a rozpoczął w komputerowym klubie, który należał do jego rodziców. Od 2009 grał w drużynie Voodoo, w 2010 przeszedł do Universal Soldiers. Od 2013 roku stał się graczem Counter-Strike: Global Offensive i doszedł do Game Faction, gdzie poznał Pawła „byali” Bielińskiego, z którym 25 stycznia 2014 razem dołączyli do Virtus.pro. W drużynie tej osiągnął największe sukcesy m.in. wygrywając EMS One Katowice 2014 (turniej rangi major).
27 czerwca 2018 ogłoszono, iż Snax oficjalnie dołączył do zespołu Mousesports. 15 października 2018 poinformowano, że Snax znajdzie się w składzie rezerwowym drużyny. 24 grudnia 2018 podano informację, że Snax wróci do zespołu Virtus.pro.
3 kwietnia 2020 ogłoszono nowy skład zespołu Illuminar Gaming w skład którego wszedł Snax.
W styczniu 2021 roku został członkiem nowo powstałego zespołu Anonymo Esports, który opuścił w grudniu tego samego roku.
W 2022 roku wystąpił gościnnie w składzie zespołu ENCE zastępując regularnego zawodnika Spinxa na turnieju IEM Dallas i zajął tam z drużyną drugie miejsce.
3 lipca 2024 roku dołączył do drużyny G2 Esports.
W swojej karierze wygrał dotychczas indywidualnie ponad 902 000 dolarów amerykańskich w ramach nagród za zajmowane w turniejach miejsca. Wygrał 34 oficjalnych zawodów, 28 razy był drugi i 44 razy kończył swój udział na półfinałach (stan na 15.11.2024). Czterokrotnie był wyróżniany miejscem w czołowej dwudziestce zestawienia najlepszych graczy roku według serwisu hltv.org. Według stanu na 8 grudnia 2024 gracz z największą liczbą wygranych clutchy w historii w turniejach każdego rodzaju rejestrowanych przez serwis hltv.org.

## Wygrane ważniejsze turnieje
Wygrane turnieje:
Virtus.pro
- BEST LAN 2011[1]
- EMS One Katowice 2014 (turniej rangi major)
- Copenhagen Games 2015
- ESEA Invite Season 18 Global Finals 2015
- CEVO Professional Season 7 Finals 2015
- ESL ESEA Dubai Invitational 2015
- CEVO Professional Season 8 Finals 2015
- SL i-League Invitational #1 2016
- ELEAGUE Season 2016
- DreamHack ZOWIE Open Bucharest 2016
- DreamHack Masters Las Vegas 2017
- Adrenaline Cyber League 2017

Mousesports
- ESL One New York 2018

G2 Esports
- BLAST Fall Final 2024
- BLAST World Final 2024

## Wyróżnienia indywidualne
- 4. miejsce w rankingu najlepszych graczy na świecie w 2014 roku według serwisu HLTV.org[14]
- 4. miejsce w rankingu najlepszych graczy na świecie w 2015 roku według serwisu HLTV.org[15]
- 5. miejsce w rankingu najlepszych graczy na świecie w 2016 roku według serwisu HLTV.org[16]
- 20. miejsce w rankingu najlepszych graczy na świecie w 2017 roku według serwisu HLTV.org[17]